# Thymochares crassipes
Thymochares crassipes är en insektsart som beskrevs av Rehn, J.A.G. 1937. Thymochares crassipes ingår i släktet Thymochares och familjen torngräshoppor. Inga underarter finns listade i Catalogue of Life.